# رحنوين (قبيلة)
رحنوين (بالصومالية: Raxanweyn)‏ معروف أيضًا باسم دِجِل ومِرفلي (بالصومالية: Digil iyo Mirifle)‏ هي قبيلة صومالية رئيسية. و وإحدى العشائر الصومالية الرئيسية في منطقة القرن الأفريقي، وتقطن بشكل أساسي المناطق الخصبة الواقعة بين نهري جوبا وشبيلي.

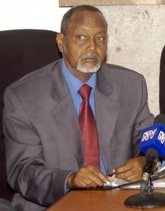
حسن محمد نور شاتيجدود، القائد السابق لجيش رحنوين للمقاومة

## أصل التسمية
يعتقد علماء الأنثروبولوجيا وكذلك الصوماليون الشماليون أن تسمية رحانوين هو مركب من كلتمي Rahan (رحى) و Weyn (كبير) مما يعني (الرحى الكبير) مما يشير إلى العلاقة الدلالية للاسم بالطبيعة الاقتصادية لقبيلة رحنوين في حين تذكر روايات أخرى أن الاسم مركب من كلمتين Raxaan (حشد) Weyn (كبير) والذي يعني (الحشد الكبير" أو الحشود الكبيرة) مما يشير إلى أن عشائر رحنوين هي اتحاد من العشائر الصومالية المتنوعة التي هاجرت إلى أماكن أخرى.
يُنطق الاسم أحيانا Reewin وهو عبارة عن كلمتين Ree (عائلة) و Wiin (قديم) بمعنى (عائلة قديمة). ويشير الاسم إلى أصول قبيلة رحنوين القديمة التي قد تشير إلى أنهم ربما كانوا أول مجموعة صومالية هاجرت إلى الصومال الحديث في حين بدأت بقية العشائر الصومالية في الانتشار ببطء وتطوير لهجاتها المميزة الفريدة فيما بعد. وهناك نظرية أخرى تفيد أن اسم رحنوين مشتق من اسم الجد الأكبر لقبيلة رحنوين، وهو محمد ريوين.

## نظرة عامة
تضم العشيرتان الفرعيتان لقبيلة رحنوين عددًا كبيرًا من البطون. وتتميز عشيرة ديجيل بشكل أساسي بكون أبناءها من المزارعين وسكان المناطق الساحلية، في حين أن عشيرة مريفلي هي في الغالب من المزارعين الرعاة.
وفقًا للقانون الدستوري، يُقسم الصوماليون لغويًا إلى قسمين قسم يتحدث لهجة ماي تري والقسم الآخر بلهجة محا تري . والغالبية العظمى من الصوماليين الذين يتحدثون لغة ماي تري (المعروفة أيضًا باسم ماي ماي أو أف ماي) هم من قبيلة رحنوين الذين ينحدرون من ساب، في حين أن المتحدثين بلهجة محا تري (أو الصومالية القياسية) ينتمون إلى قبائل أخرى (دارود، در، هويةوإسحاق) الذين ينحدرون من سمالي. ويُعتقد أن كلاً من ساب وسمالي من نسل هِيل (الأب الأصلي لجميع الصوماليين).
تضم عشائر رحنوين عددا كبيرا من المتبنين، حيث وصف عالم الأنثروبولوجيا البريطاني آي إم لويس قبيلة رحنوين بأنها "مزيج من الأصول الزراعية القديمة، والمهاجرين الواصلين مؤخرا والبدو الرحل من العشائر الصومالية الأخرى"، حيث يوجد في كل سلالة صومالية تقريبًا بعض الفروع التي تعيش بينهم. وسمح هذه الأمر للوافدين الجدد بالاندماج في العشائر المقيمة. بالرغم من أن ذلك يزيد من تعقيد النسب لا سيما في ضفاف الأنهار مثل شبيلي السفلى أو جوبا.

## التوزيع الجغرافي
تعيش قبيلة رحنوين في الأراضي الخصبة الغنية في جنوب الصومال وتعيش على ضفاف النهرين الرئيسيين في الصومال، نهري شبيلي وجوبا. وتشكل قبيلة رحنوين الأغلبية في مناطق جنوب غرب الصومال وبالتحديد محافظات باي، وبكول، وشبيلي السفلى. ويعتقد أيضًا أنهم يشكلون الأغلبية الصامتة في جوبالاند،وتحديدًا في محافظات جيدو وجوبا الوسطى وجوبا السفلى. وتعتبر ثاني أكبر القبائل القاطنة في مقديشو. وتنتشر مجموعات من القبيلة كذلك في المنطقة الصومالية في إثيوبيا والمقاطعة الشمالية الشرقية في كينيا.

## خلفية تاريخية

### العصور القديمة
كانت مجموعات رحنوين أول مجموعة صومالية / كوشية تصل إلى جنوب الصومال الحديث، حوالي نهاية القرن الثاني قبل الميلاد.
وورد ذكر قبيلة رحنوين على أنه شعب ريوين الذي عاش في الأراضي الخصبة والمقاطعات الساحلية وكان يمثل الطبقة الثرية والتي تملك السلطة خلال الفترة القديمة في جنوب الصومال. ويقال أنهم كانوا مجموعة فرعية من البربر.

### سلطنة توني
سلطنة توني (القرن التاسع - القرن الثالث عشر) كانت سلطنة صومالية مسلمة بسطت سيطرتها على مناطق جنوب غرب الصومال، جنوب نهر شبيلي. وكان يحكمها أبناء شعب توني من رحنوين، الذين كانو يتحدثون لهجة توني. ويُعتقد أن سلطنة توني القديمة كانت تحكم منطقة شبيلي السفلى الحديثة تأسست مدينة براوة على يد أحد شيوخ وعلماء عشيرة توني والذي كان يُدعى أو علي وكانت آنذاك عاصمة سلطنة توني. وازدهرت المدينة لتصبح واحدة من المراكز الإسلامية الرئيسية في القرن الأفريقي، واحتشد الطلاب من جميع أنحاء المنطقة للتعلم على يد العلماء البروانيين. وكتب علماء المسلمين في ذلك الوقت، مثل ابن سعيد المغربي، عن براوة باعتبارها "جزيرة إسلامية على الساحل الصومالي". كما وصف الإدريسي بناء المنازل المرجانية وأشار إلى أن براوة كانت مليئة بالسلع المحلية والأجنبية. فيما بعد سيطر الأجوران على المنطقة وأنهوا حكمسلطنة توني.

### سلطنة أجوران
إلى جانب هوية، خضعت عشيرة رحنوين أيضًا لسيطرة إمبراطورية أجوران في القرن الثالث عشر وحكمت جزءًا كبيرًا من مناطق جنوب الصومال وشرق إثيوبيا، وامتد نطاقها من هوبيو شمالا، إلى قلافو غربا، وصولا إلى كيسمايو جنوبا.

### سلطنة جليدي
في نهاية القرن السابع عشر، كانت سلطنة أجوران في حالة انحدار، وبدأت العديد من الدول التابعة تحرر أو تنضم إلى قوى صومالية جديدة، وكانت إحدى هذه القوى الصاعدة سلطنة جليدي التي أسسها إبراهيم أدير، الجنرال السابق في سلطنة أجوران، ونجح في طرد جيش أجوران الإمبراطوري من أفجوي. وتناسلت منه بعد ذلك سلالة جبرون.
كانت سلطنة جليدي مملكة لقبيلة رحنوين وبشكل خاص أبناء عشيرة جليدي النبيلة التي كانت تسيطر على نهري جوبا وشبيلي وكذلك ساحل بنادر، وسيطرت سلطنة جليدى على تجارة شرق أفريقيا وكانت لديها القوة الكافية لإجبار العرب في جنوب الجزيرة العربية على دفع الجزية لحكام جليدى النبلاء مثل السلطان يوسف محمود.

#### الإدارة والجيش
مارست سلطنة جلدي سلطة مركزية قوية أثناء سيطرتها وامتلكت جميع أجهزة ومظاهر الدولة الحديثة المتكاملة: من بيروقراطية عاملة، ونبلاء وراثيين، وأرستقراطيين، ونظام ضريبي، وعلم دولة، بالإضافة إلى جيش مدرب بشكل جيد. كما احتفظت السلطنة بسجلات مكتوبة لأنشطتها، ولا تزال موجودة ومحفوظة حتى الآن.
كانت العاصمة الرئيسية لسلطنة جليدي هي مدينة أفجوي، وكان الحكام يقيمون في القصر الكبير. وكانت المملكة تضم عددًا من القلاع والحصون وغيرها من أنواع العمارة في مناطق مختلفة داخل المملكة، بما في ذلك حصن في مدينة لوق وقلعة في بارطيري.
بلغ عدد جيش جليدي 20 ألف رجل في أوقات السلم، وكان من الممكن رفعه إلى 50 ألف جندي في أوقات الحرب. وكان القائد الأعلى للقوات المسلحة هو السلطان يليه أخوه، وكان يعمل تحت إمرتهما شيوخ العشائر ما بين ملاخ وغراد.(ألقاب شيوخ العشائر) وكان التجار الصوماليون في المناطق الساحلية يزودون الجيش بالبنادق والمدافع.

#### التجارة
حافظت السلطنة على شبكة تجارية واسعة، حيث كانت تتاجر مع شبه الجزيرة العربية، وبلاد فارس، والهند، والشرق الأدنى، وأوروبا، ومناطق السواحلي، وهيمنت على التجارة في شرق إفريقيا، وكانت قوة إقليمية.
إلى جانب ذلك تمكن نبلاء سلطنة جليدي من اكتساب ثروة كبيرة ليس فقط من الزراعة التي استفادت منها السلطنة في وادي شبيلي وجوبا، بل وأيضاً من التجارة من خلال مشاركتهم في تجارة الرقيق وغيرها من المشاريع مثل العاج والقطن والحديد والذهب، إضافة إلى العديد من السلع الأخرى. كذلك تميزت السلطنة بالاهتمام بالثروة الحيوانية مثل الأبقار والأغنام والماعز والدجاج.

## العصر الحديث

### الحماية الإيطالية

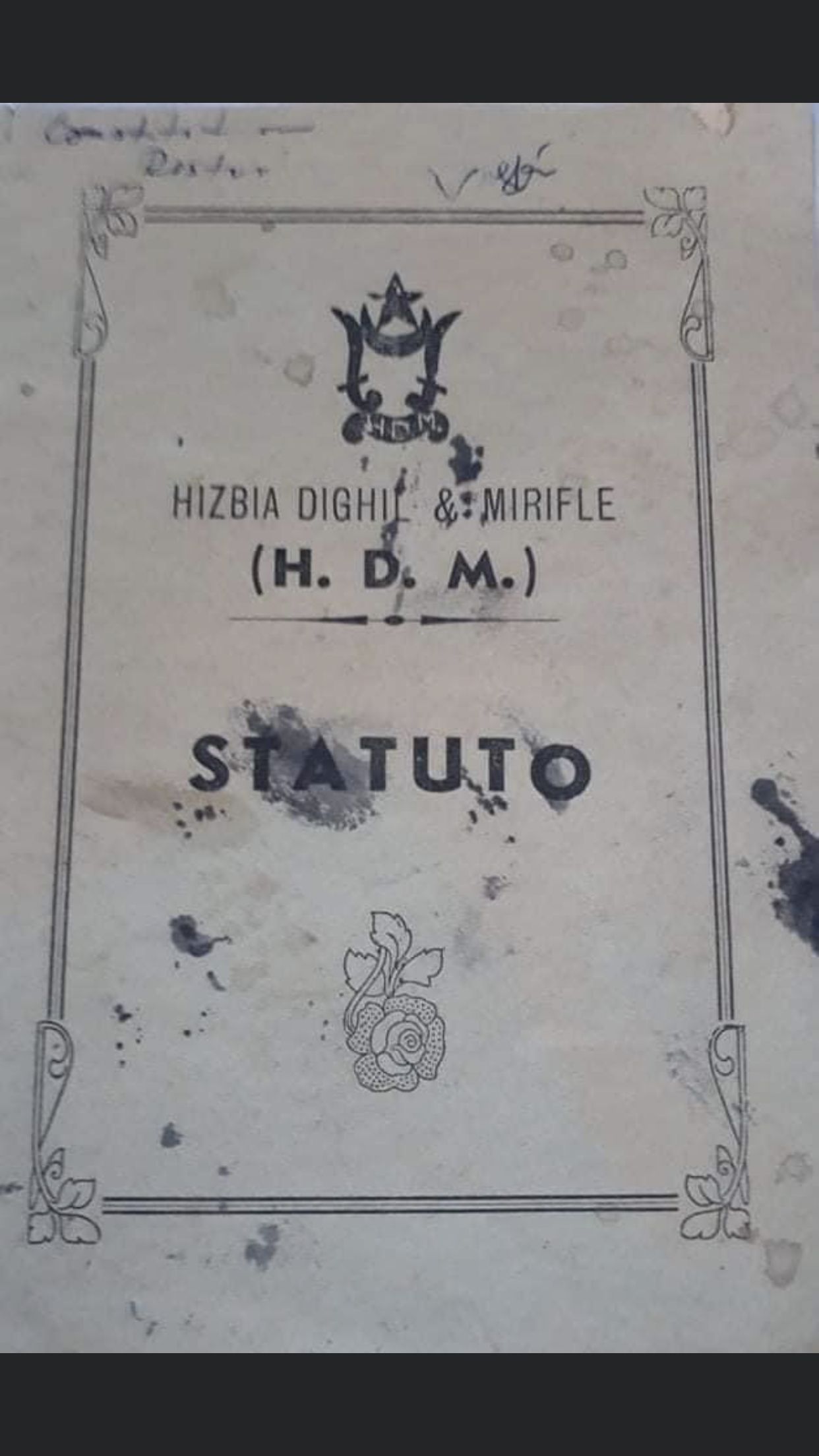
النظام الأساسي لحزب حزبي دجل ومرفلي في الخمسينيات

انضمت سلطنة جليدي إلى محمية الصومال الإيطالي في عام 1908 حين وقع حاكم جليدي: عثمان أحمد الذي وقع معاهدات متعددة مع الطليان وانتهت المملكة بوفاة عثمان أحمد في عام 1910.

### حزبي دجل و مرفلي
كان حزب دجل ومرفلي (1947-1969) حزباً سياسياً صومالياً شكله أعضاء عشيرة رحنوين، وكان جيلاني شيخ بن شيخ كان أول من انتخب زعيماً لحزب دجل ومريفلي (HDMS) وكان من أوائل الذين طالبوا بتطبيق النظام الفيدرالي في الصومال. ويعود أصل تأسيس الحزب إلى حزب دستور مستقل الصومال الذي تشكل كمنظمة مناهضة للاستعمار وسعت لتعليم شعوب المناطق الواقعة بين الأنهار وتوفير الرعاية الصحية وغيرها من الأعمال الخيرية. وفي وقت لاحق، تشكل حزب دجل ومرفلي في عام 1947، وكان حزب المعارضة الرئيسي الذي فاز بالمركز الثاني من حيث عدد المقاعد في البرلمان الصومالي بعد الاستقلال بعد رابطة الشباب الصومالية. وكان هدفها الرئيسي هو الدفاع عن شعبي دجل ومرفلي في الصومال وإجراء إحصاء سكاني حقيقي لمواطني الجمهورية الصومالية. كما عمل الحزب على تحسين النشاط الزراعي والحيواني.

### التهميش السياسي والاستيلاء على الأراضي
خلال فترة النضال من أجل الاستقلال، كانت الأحزاب السياسية قائمة على المصالح العشائرية، على الرغم من أن هذه المنظمات كانت تدعي العمل لصالح المصلحة الوطنية وكانت ضد الانقسام العشائري. وهكذا فإن الموقف المناهض للعشيرة كان بمثابة عمل يهدف إلى تعزيز مصالح عشيرتهم. على سبيل المثال، أعلنت القبائل الصومالية ما عدا رحنوين، وبخاصة دارود وهوية الذين حكموا أو حكم أفراد منهم الصومال في السابق وعاشوا في استقرار مع رحنوين، أعلنوا الولاء لما قبل الاستعمار لـ geeko mariidi (الأيام الخوالي). وتم التوافق على قوانين تعزز القومية وترفض العشائرية عند الاستقلال ما أدى إلى تقسيم الأراضي التي سيطرت عليها رحنوين تقليديا على قبائل أخرى وذلك تحت ستار القومية. وكان هناك عريضة لتقسيم المنطقة التي كان يقطن فيها رحنوين إلى تسع مقاطعات، ولم يبق سوى اثنتين تحت السيطرة السياسية لرحنوين بينما وقعت البقية بيد قبيلة دارود. وتحول ما كان من المفترض أن يكون تنمية وطنية إلى هيمنة وتفاقمت بسبب التنمية التعاونية في عام 1974 في عهد الرئيس سياد بري عندما استولت الحكومة على أراضي رحنوين وضمتها بموجب قانون الاستملاك العام. وهكذا استخدمت المزارع الحكومية أبناء رحنوين كعمال، في حين كان يديرها أفراد من دارود ولم تعمل إلا على تعزيز مصالح دارود.
تاريخيًا، كانت جوبالاند هي المنطقة التي عاشت فيها رحنوين وقبل الاستعمار الإيطالي، كانت المنطقة تحت حكم سلطنة جليدي. في عام 1975، أعلن الرئيس الصومالي محمد سياد بري، عن ستة محافظات جديدة هي جوبا السفلى، وجوبا الوسطى، وجدو، وباي، وبكول، وشبيلي السفلى لأسباب سياسية لصالح قبيلة دارود ولإضعاف النفوذ السياسي لرحانوين في الجنوب. ومنحت قبيلة مريحان السلطة السياسية لقيادة محافظة جدو، ومُنحت قبال أوغادين السلطة السياسية لقيادة محافظة جوبا الوسطى، وكذلك مُنحت هارتي قيادة محافظة جوبا السفلى، ومنحت هوية قيادة شبيلي السفلى. ولم تعد المدن التاريخية الكبرى الواقعة على نهر جوبا مثل دولو ولوق وبرطوبو وبارطيري وساكو وبؤالي وجلب وجمامة وكيسمايو مدنا خاصة برحنوين. وبقيت محافظة باي فقط لرحنوين.

ويذكر تقرير بعثة تقصي الحقائق التابعة لدول الشمال الأوروبي إلى محافظة جدو في الصومال ما يلي:
وبحسب عبدي شكار أوثاوي، فإن الاستيطان الواسع النطاق من قبل عشائر مريحان في محافظة جدو كان مستمراً لبعض الوقت. في الفترة من 1977 إلى 1980، وتسببت حرب أوغادين بين الصومال وإثيوبيا في هجرات كبيرة للسكان، حيث نُقل مجموعات من مريحان من إثيوبيا إلى لوق وبرطوبو على وجه الخصوص.

 ساعدت الحكومة الصومالية في ذلك الوقت، برئاسة سياد بري، السكان الجدد من قبيلة مريحان في جدو بأدوات الزراعة، وغيرها، في حين حاولت منظمة غير حكومية يابانية إقناع عشائر رحنوين بقبول السكان الجدد من مريحان، بحجة أن هذا كان ترتيبًا مؤقتًا. وأدى ذلك إلى إجبار عشائر رحنوين على النزوح من هناك.

 دفعت الحرب الأهلية في الصومال في القرن العشرين معظم أفراد عشيرة غَبَوين من قبيلة رحنوين إلى مغادرة محافظة جدو والذهاب للعيش في كينيا وإثيوبيا. وقد مكّن هذا عشائر مريحان في النهاية من تأمين السلطة السياسية في محافظة جدو. واعتبر عبد الله شيخ محمد، من مكتب الأمم المتحدة لخدمات المشاريع، أن الاستيلاء على السلطة كان بمثابة تتويج لاستراتيجية طويلة الأجل من قبل الرئيس في ذلك الوقت، سياد بري، من إنشاء محافظة جدو في عام 1974 والتي كانت تهدف إلى إنشاء قاعدة إقليمية لعشائر مريحان.
وكان الوضع مماثلا في محافظتي جوبا السفلى والوسطى، حيث أُعيد توطين عدد كبير من سكان أوغادين خلال حرب أوغادين في جوبا الوسطى، وخلال أزمة المجاعة في شمال شرق الصومال، أُعيد توطين عشائر هارتي في جوبا السفلى.

### الحرب الأهلية وولاية جنوب غرب الصومال
خلال الحرب الأهلية، عانت قبيلة رحنوين الأقل عدوانية أكثر من أي عشيرة أخرى في الصومال. وحّد الجنرال مورجان صهر الرئيس الصومالي محمد سياد بري فصائل دارود في جوبالاند وأسس الجبهة الوطنية الصومالية وشن حربًا ضد محمد فارح عيديد الذي أعلن نفسه رئيسا للصومال وقاد ميليشيا الهوية المعروفة باسم المؤتمر الصومالي الموحد، وجرت معارك طاحنة بين دارود وهوية في أراضي رحنوين وارتكبت انتهاكات ضد حقوق الإنسان بحق السكان الأصليين في المنطقة الواقعة بين النهرين. وفي مقاطعة باي، استهدف أفراد ميليشيا مريحان قبيلة رحنوين. وبعيدًا عن المجازر، استخدم الجنرال مورغان أنواعًا أخرى من الأساليب القاسية والوحشية مثل استخدام التجويع كتكتيك رئيسي من خلال نهب مستودعات المنظمات غير الحكومية، ومداهمة القوافل، ومجموعة أخرى من المخططات لمنع المساعدات الغذائية من الوصول إلى رحنوين. ووصلت معدلات الوفيات (40% من السكان، 70% منهم من الأطفال). وفي الوقت نفسه، احتل محمد فارح عيديد والقوات الموالية له، وهي الميليشيات المسلحة الأكثر قوة حينها، المناطق التي كانت تقطن فيها عشائر رحنوين مثل باي وبكول وشبيلي السفلى تحت ستار تحريرها من قوات نظام سياد بري. وتجاوزت ميليشيا هبر جدير مدة إقامتها في منطقة شبيلي السفلى، وبدأت في الاستيطان بشكل غير قانوني من خلال نهب الممتلكات والأراضي الزراعية واستخدام سكان دجل المحليين كعمال على غرار عشائر دارود في جوبالاند.

يقول الباحث والمحلل موسى يوسف:
خلال الثورة ضد نظام الجنرال محمد سياد بري، ظهرت بعض الجماعات المتمردة من رحنوين، مثل حركة الصومال الديمقراطية وغيرها. ومع ذلك، لم يكونوا أقوياء عسكريا، ولم يكن لدى نخبتهم السياسية إمكانية الوصول إلى الترسانة العسكرية للنظام البائد مثل القادة العسكريين رفيعي المستوى من الفصائل الأخرى في هوية ودارود وإسحاق الذين نهبوا ترسانة الدولة. ولم تكن النخب في رحنوين تتمتع أيضًا بقوة اقتصادية تساعدهم على تكوين قوة ولم يتمتعوا كذلك بمجتمع في الشتات لدعم حركتهم، وهي العوامل التي ساعدت باقي فصائل الحرب الأهلية. وانقسموا أيضًا فيما بينهم، حيث دعموا فصائل التمرد الأخرى. على سبيل المثال، اضطرت حركة الصومال الديمقراطية إلى التحالف مع فصائل مختلفة منضوية تحت مظلة المؤتمر الصومالي الموحد لطرد فلول قوات الرئيس محمد سياد بري من أراضيها. وفي الواقع، طلب شيوخ العشائر في هذه المناطق من الجنرال محمد فارح عيديد مساعدتهم في تحرير أراضيهم من القوات الموالية للرئيس محمد سياد بري، والتي كانت ترتكب فظائع في المنطقة. وكما اتضح، فإن فصيل الجنرال محمد فارح عيديد في المؤتمر الصومالي الموحد خانهم سياسيا عندما احتلت ميليشياته مناطق رحانوين بحجة أنهم حرروها من النظام "البائد". ولذلك، مع انهيار الديكتاتورية العسكرية، وجدت عشائر رحانوين والجماعات العرقية الصغيرة غير الصومالية نفسها بلا دفاع ومحاصرة بين فصائل قبيلتي هوية ودارود التي هاجمت أراضيهم في ما أصبح يعرف باسم "مثلث الموت"، حيث أصبحت مدينة بيدوا، عاصمة محافظة باي، مدينة الموت. وقد عانوا أكثر إذ مات ما يصل إلى 500 ألف شخص جوعاً بسبب تدمير الأراضي الزراعية والممتلكات ومصادرة المزارع من قبل الفصائل المتحاربة. وأيضاً بسبب ما وصف بـ "سياسة الإبادة الجماعية" التي كانت فصائل هوية ودارود مصممة على إبادة رحنوين بأي طريقة. وإذا قارنت تجربة قبيلة رحانوين بتجربة أي عشيرة صومالية أخرى، يصبح من الواضح أنهم لم يتعرضوا للتهميش طوال تاريخ الصومال فحسب، بل عانوا أيضًا أكثر من أي عشيرة أخرى خلال الحرب الأهلية الصومالية حيث مات مئات الآلاف منهم بسبب الصراع وغيره من الأسباب المرتبطة بالحرب.
في بداية عام 1993، وفي ظل الحرب المستمرة والمعاناة الطائفية التي عانى منها رحنوين، توصل مجتمع رحنوين إلى إدراك أنهم يشتركون في نفس التاريخ وتجربة التهميش السياسي طوال تاريخ الصومال الحديث. وبحلول شهر مارس من عام 1993، نظمت الحركة الديمقراطية الصومالية مؤتمراً للسلام بهدف توحيد العشائر القاطنة في مناطق ما بين النهرين وعقد في مدينة بونكين في محافظة باي. وبحلول عام 1994. نجحت قبيلة رحنوين في إنشاء إدارات خاصة بها، وتخطت مدينة بيدوا مرحلة الخطر بسبب المجاعة. في عام 1995، عقدت عشائر رحنوين مؤتمرا في بيدوا لتعزيز مصالح القبيلة من خلال توحيد القبيلة والمطالبة بدولة إقليمية مستقلة. كانت الرؤية طموحة وتهدف إلى ضم ست محافظات هي باي، وبكول، وشبيلي السفلى، وجوبا الوسطى، وجوبا السفلى، وجدو باعتبار رحنوين أغلبية سكان تلك المناطق. ومع ذلك، كان هناك بعض التحديات التي تتمثل في خضوع بعض الأراضي التي يطالبون بها لسيطرة ميليشيات دارود وهوية، كما أدى النزوح الجماعي للسكان الأصليين إلى زعزعة الاستقرار وتوقف الأعمال التجارية الاجتماعية والسياسية المحلية في المنطقة. ولم يتم إنشاء جيش رحنوين للمقاومة إلا في أواخر عام 1995 بهدف تحرير أراضي رحنوين وشن سلسلة من الحملات العسكرية ضد ميليشيات عيديد. وبحلول عام 1999، نجحت قوات جيش رحنوين للمقاومة في طرد مقاتلي هبرجدير من مناطق باي، وبكول، وشبيلي السفلى. وكان الهدف التالي هو طرد سكان جوبالاند غير الشرعيين الذين أسكنتهم حكومة سياد بري في المنطقة. إلا أن الخطة توقفت في عام 2000 عند تشكيل الحكومة الوطنية الانتقالية. وكانت عشيرتا هوية ودارود تخشيان من الطموح السياسي المتزايد لرحنوين، وقد اشتكتا إلى المجتمع الدولي للضغط على رحنوين لقبول الوضع الراهن. ومع ذلك، فقد شعرت أنشأت عشائر رحنوين دولة مستقلة خاصة بها في عام 2002 وأكدت استقلالها عن فصائل دارود وهوية المهيمنة. وسعت رحنوين إلى استعادة الحلم القديم (في الخمسينات) بإقامة دولة فيدرالية مستقلة.
أسس جيش رحنوين للمقاومة دولة مستقلة تعرف باسم ولاية جنوب غرب الصومال المتمتعة بالحكم الذاتي ولها حكومتها الخاصة واقتصادها وجيشها وعلمها. واعتُبرت الولاية ركيزة مهمة للاستقرار في جنوب الصومال.

## شجرة العشيرة
القائمة التالية مأخوذة من تقرير البنك الدولي " الصراع في الصومال: الدوافع والديناميكيات " لعام 2005، ونشر في تقييم أجرته وزارة الداخلية البريطانية " تحت اسم تقييم الصومال لعام 2001".
- رحنوين
  - دجل
    - جليدي
    - بيجيدي
    - دبري
    - توني
    - جيدُّو
    - غري

  - مرفلي
    - سجَال
      - جلبلي
      - إيلو
      - غسارجودي
      - جواوين
      - جيلادلي
      - لواي
      - حدمي
      - ينتار
      - هُبير

    - سديد
      - ليسان
      - هرين
      - إيلاي
      - جرون
      - وانجيل
      - هرو
      - مالينوين
      - ديسو
      - ايميد
      - قومال
      - ييليدلي
      - قمدي
      - جروالي
      - رير دومال
      - هيليدي

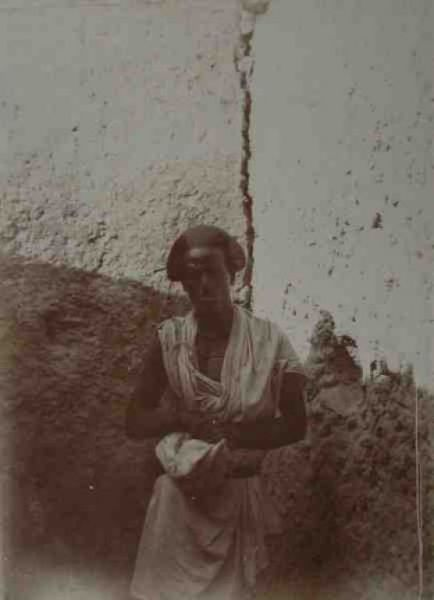
رجل من رحنوين

في جنوب وسط الصومال، تقطن قبائل من رحنوين وفيما يلي شجرة نسب تلك العشائر بحسب البنك الدولي:
- رحنوين
  - دجل
    - جليدي
    - جدو
    - بيجيدي

يذكر كريستيان بادر العشائر الفرعية الرئيسية لدجل ورحنوين على النحو التالي:
- ساب
  - أمري
    - ديسمي
      - دجل
        - ماد
          - رحنوين
            - جمبلول
            - مرفلي
            - بيجيدي
            - أليمو

          - ماتاي
            - إرولي
            - دبري

          - علي جيدو
          - دوبطيري
            - وراسيلي
            - تيكيمي

          - دوبو
          - ديجييني
          - عيسى توني

## شخصيات بارزة

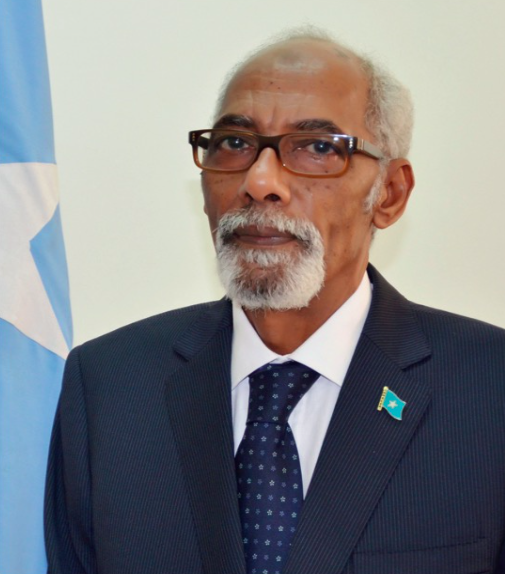
محمد عثمان جواري رئيس مجلس النواب الأسبق

- آدم محمد نور مدوبي رئيس مجلس الشعب الصومالي الحالي
- عثمان أحمد آخر سلاطين سلطنة غلدي
- عبد الله ديرو إسحاق وزير الشؤون الدستورية في الحكومة الاتحادية الانتقالية الصومالية
- عبد العزيز حسن محمد لفتاغرين رئيس ولاية جنوب غرب الصومال الحالي
- محمد إبراهيم حابسدي نائب رئيس جيش رحانوين للمقاومة ووزير النقل في الحكومة الاتحادية الانتقالية الصومالية
- عبد الحكيم محمود حاجي فقي وزير الدفاع في حكومة الصومال الفيدرالية
- محمد شيخ حسن وزير الدفاع في حكومة الصومال الفيدرالية
- شريف حسن شيخ آدم رئيس البرلمان الاتحادي الانتقالي (الصومال)
- مختار محمد حسين الرئيس الصومالي المؤقت ورئيس البرلمان الصومالي
- حسن محمد نور شاتيجدود قائد جيش رحانوين للمقاومة
- عباس عبد الله سراج وزير الأشغال العامة والإسكان السابق.
- عبد القادر محمد نور وزير الدفاع الحالي في حكومة الصومال الفيدرالية

## روابط خارجية
- Rebuilding Somalia: issues and possibilities for Puntland. HAAN Associates. 2001. ISBN:1-874209-04-9.